# 투스

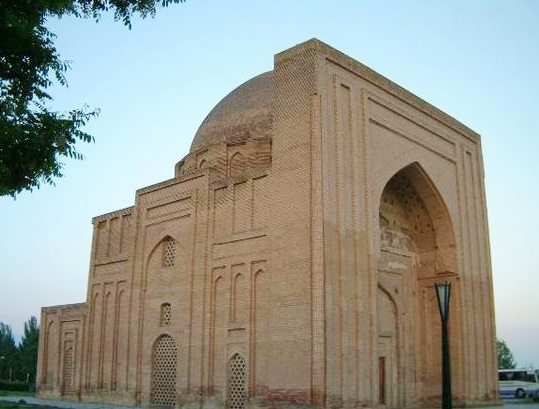
투스에 있는 하루니예(Haruniyeh) 돔

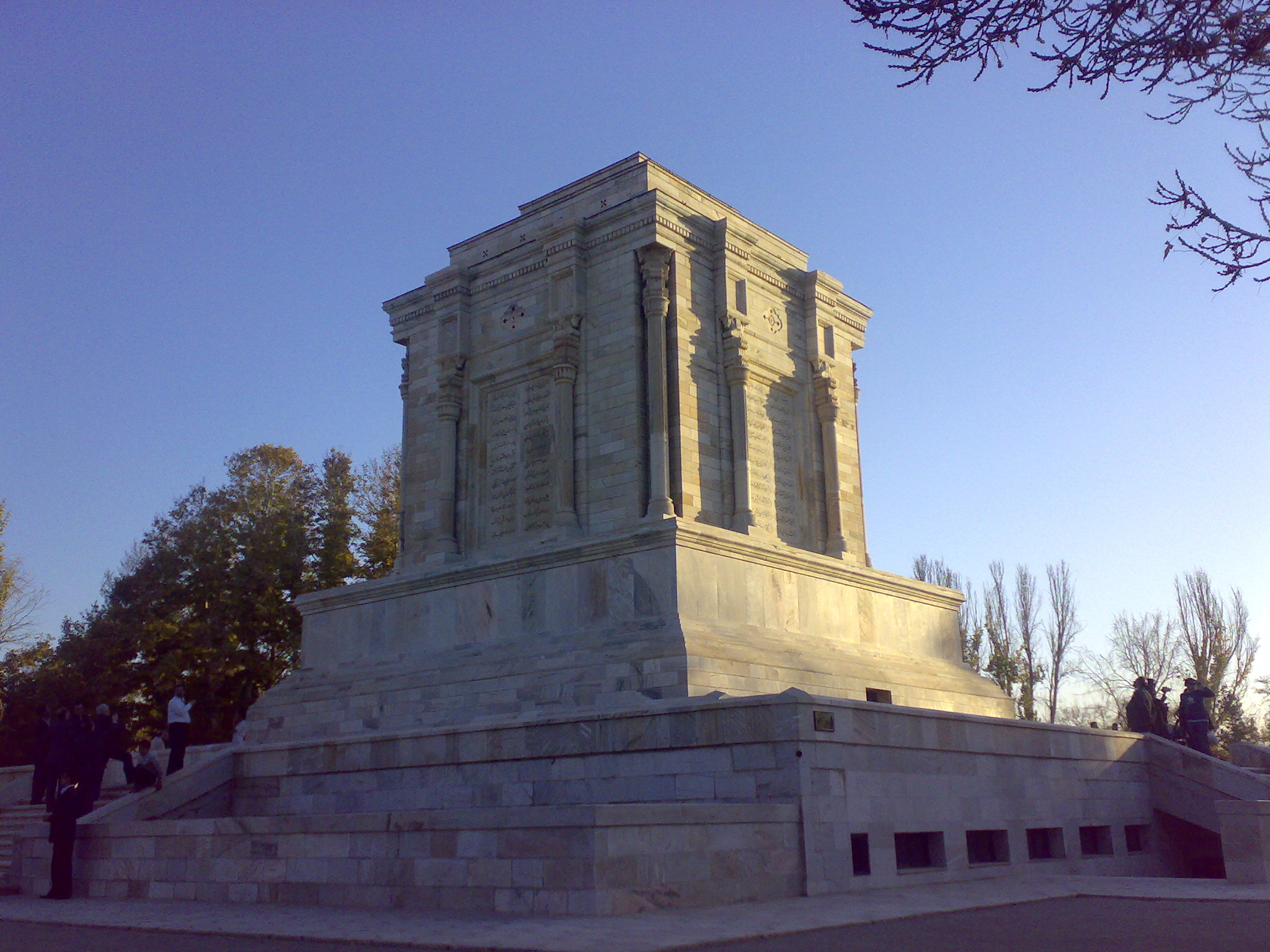
투스에 있는 피르다우시의 무덤

투스(페르시아어: طوس)는 이란 호라산에라자비주의 도시로 인구는 43,591명(2006년 기준)이다. 기원전 330년 알렉산드로스 3세에 의해 정복되었으며 고대 그리스인들이 이 곳에 수시아(Susia, 그리스어: Σούσια)라는 이름의 도시를 건설했다. 1220년부터 1259년까지 몽골 제국의 칭기즈 칸에 의해 정복되면서 파괴되었다.